# Pastís gal·lès
Els pastissos gal·lesos o coques gal·leses (en anglès Welsh cakes, en gal·lès picau ar i maen, pice bach, cacin gri o teisen radell) són aperitius tradicionals de la cuina gal·lesa. També es coneixen com a bakestones a Gal·les perquè tradicionalment es couen sobre un bakestone (literalment ‘pedra de coure’, en gal·lès maen), una posta de ferro colat d'1,5 cm de gruix o més que se situa sobre el foc o la cuina. No obstant això, la majoria de la gent hi al·ludeix com a griddle scones (‘scones de graella’).
Els pastissos gal·lesos es fan amb farina, passes, sultanines o panses de Corint, i també poden incloure espècies com ara la canyella i la nou moscada. Són més o menys circulars, d'uns 4–6 cm de diàmetre i 1–1,5 cm de gruix.
Se serveixen freds o calents empolvorats amb sucre de llustre. A diferència dels scones, no solen prendre's amb un acompanyament, si bé a vegades es venen tallats i untats amb melmelada, i a vegades amb mantega. Sovint es prenen amb una tassa de te.
Són molt populars i considerats típics en algunes zones de la Patagònia Argentina, a causa de la immigració gal·lesa, sobretot en l'est de la província de Chubut.

## Variants
- Llech Cymreig, cuinat amb farina sense llevat (en particular farina integral), la qual cosa fa que siguin molt més plans i cruixents. Aquesta variant es fa típicament sobre un bakestone.
- Jam Split, popular a les valls del sud de Gal·les. Com el nom suggereix, és un pastís gal·lès tallat horitzontalment i untat amb melmelada (i a vegades amb mantega), de manera similar a un entrepà.